# Yasin Ayari
Yasin Abbas Ayari (ur. 6 października 2003 w Solnie) – szwedzki piłkarz tunezyjskiego pochodzenia, występujący na pozycji pomocnika w angielskim klubie Brighton & Hove Albion oraz w reprezentacji Szwecji.